# Euphyia sphyrophora
Euphyia sphyrophora là một loài bướm đêm trong họ Geometridae.